# Ghinda

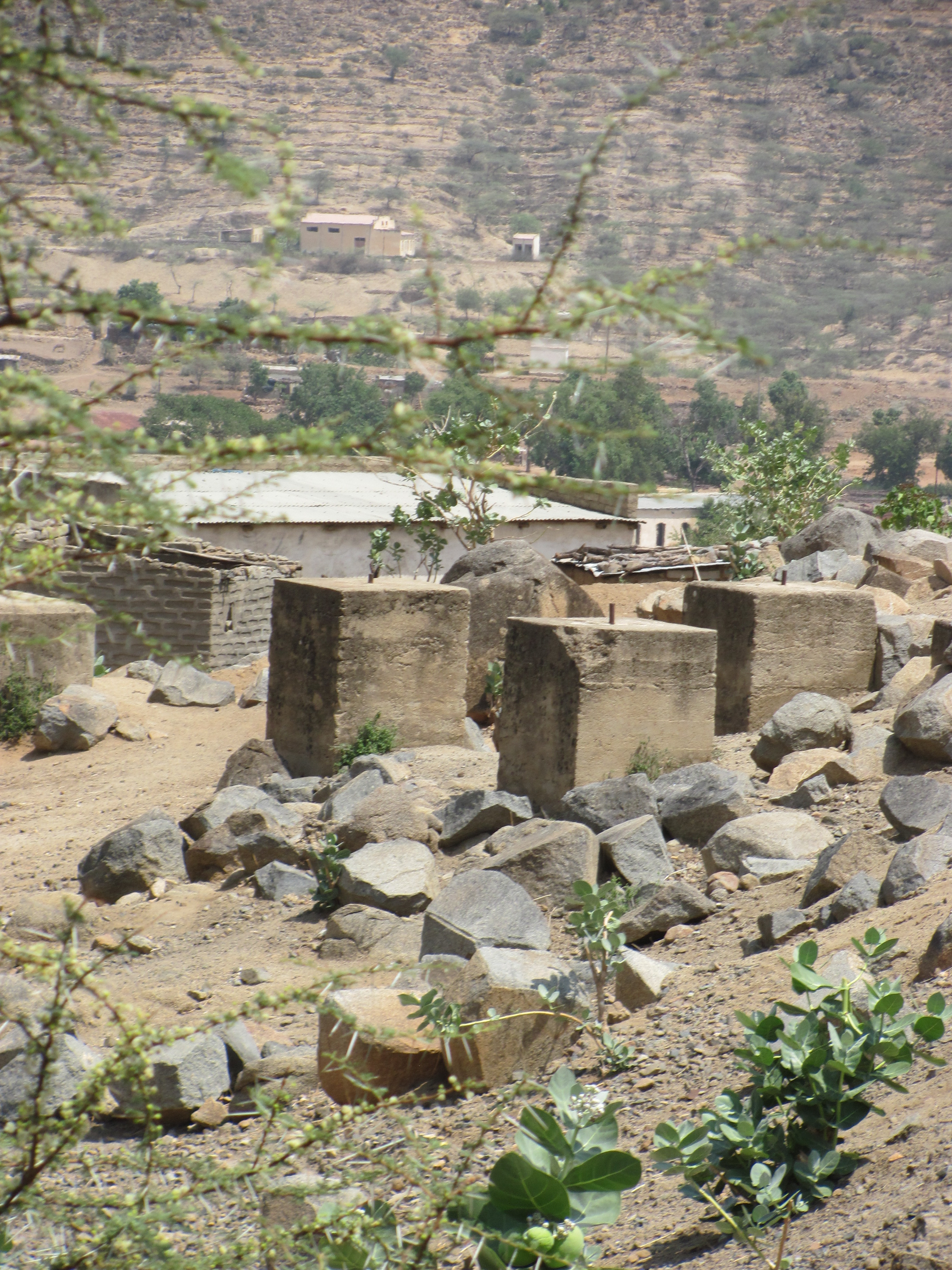
Fundamente der ehemaligen Massaua-Asmara-Seilbahn

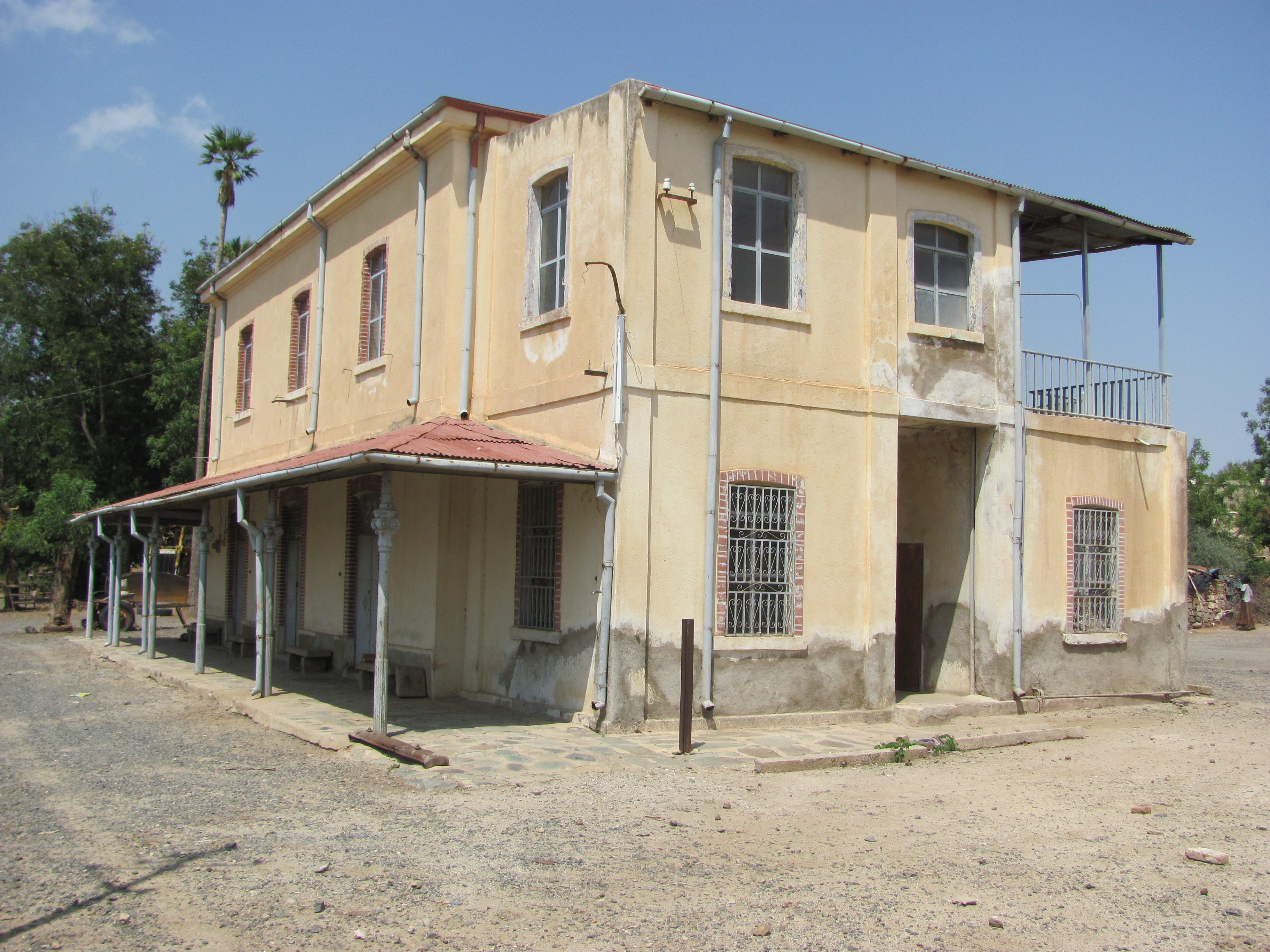
Empfangsgebäude des Bahnhofs Ghinda

Ghinda (Tigrinya ጊንዳዕ, arabisch قندع) ist eine agrarisch geprägte Kleinstadt in Eritrea in der Region Semienawi Kayih Bahri.

## Geografische Fakten
Ghinda liegt in 888 m Höhe (Bahnhof), nur etwa 20 km Luftlinie von Asmara entfernt. Auf der verbindenden Straße Massaua-Asmara und der Bahnstrecke Massaua–Biscia trennen beide Städte allerdings fast 50 km. Ursache dafür ist, dass ab hier der Steilaufstieg auf die Hochebene beginnt, die etwa 1500 m höher liegt als Ghinda.
Die Stadt liegt in einem nach Osten geöffneten Bergtal, in dem sich die vom Roten Meer kommende feucht-warme Luft fängt und bei ihrem Aufstieg an den dahinter liegenden Bergen abregnet, hauptsächlich in zwei Regenperioden pro Jahr. Ghinda hat so im Vergleich zur Umgebung einen sehr viel höheren Niederschlag. Das Klima ist mild.
In Ghinda leben heute ca. 15.000 Einwohner, darunter 2.000 hier angesiedelte Flüchtlinge.

## Geschichte
Die Gegend wurde in vorkolonialer Zeit durch Saho besiedelt, die hier auch schon Landwirtschaft betrieben. Die heutige Stadt entstand in der Kolonialzeit seit 1889/90 aus einem italienischen Straßenposten. Die Eisenbahn erreichte Ghinda, von Massaua aus vorangetrieben, 1904. In der Folge entstanden Hotels und Restaurants. Außerdem wurden seitens der Kolonialverwaltung im Umfeld der Stadt Konzessionen für landwirtschaftliche Großbetriebe vergeben. Dadurch wurde der Anbau von Zitrusfrüchten vorangetrieben. In dieser Zeit entstand auch die erste Grundschule und eine Missionsstation der römisch-katholischen Kirche. Während des Italienisch-Äthiopischen Kriegs (1935–1936) wurde hier ein Krankenhaus errichtet, das nach dem Sieg der Briten über die Italiener im Zweiten Weltkrieg von diesen zunächst weiter genutzt, dann aber als Reparationsleistung gegenüber Italien demontiert wurde. Erst 1960 wurde hier durch eine amerikanische, evangelische Mission erneut ein Krankenhaus eröffnet. Dieses musste wegen der Kämpfe um die Stadt allerdings seine Arbeit im Eritreischen Unabhängigkeitskrieg einstellen. 1994 konnte es wieder eröffnet werden.
Im Eritreischen Unabhängigkeitskrieg war die Stadt seit 1977 hart umkämpft, der größte Teil der Bewohner floh. 1978 wurde die Stadt von äthiopischer Seite stark befestigt und als Garnison ausgebaut. 1985 gelang es der Befreiungsfront zwar die Stadt zu überrennen, sie konnte sie allerdings nicht halten. Die äthiopische Armee hielt die Stadt so bis zum Ende der Kampfhandlungen besetzt.

## Wirtschaft
In der Landwirtschaft werden Gemüse und Obst angebaut, besonders Zitrusbäume. Diese Kulturen wurden hier von Carlo Cavanna eingeführt, der auch am Bahnbau maßgeblich beteiligt war. Weiter gibt es eine Fabrik, die Granit und Marmor bearbeitet.

## Verkehr
Ghinda ist ein Verkehrsknoten an der wichtigsten Verkehrsverbindung des Landes, der Straße Massaua-Asmara. Die Bahnstrecke Massaua–Biscia hat heute nur noch eine untergeordnete touristische Bedeutung. Fahrplanmäßige Züge verkehren hier nicht mehr.

## Kultur

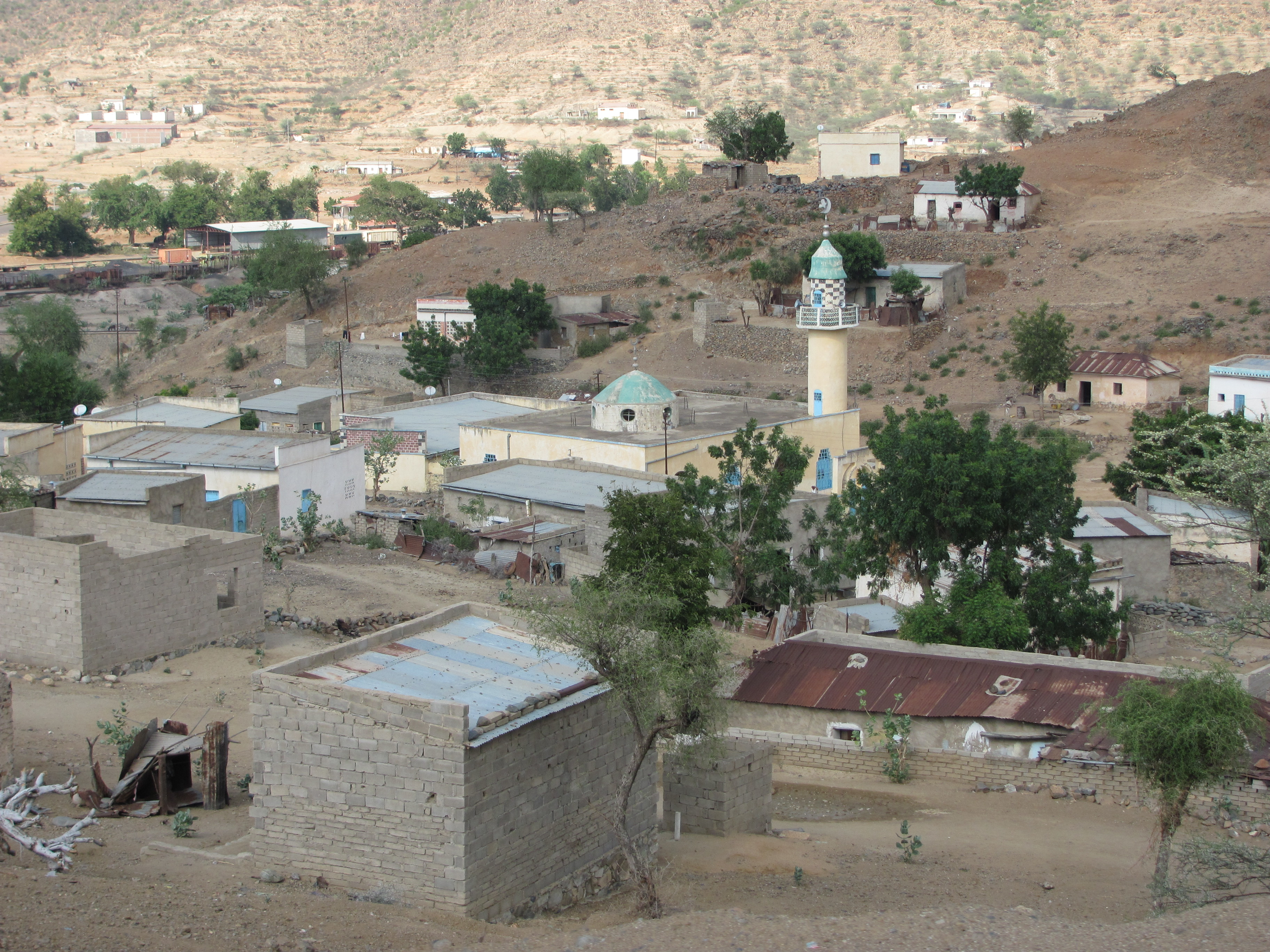
Moschee in Ghinda

Der Ort besitzt mehrere Moscheen und ist ein Zentrum der Dschiberti, der Tigrinya-Muslime.